# Casa Italiana
Casa Italiana es un edificio de la Universidad de Columbia ubicado en 1161 Amsterdam Avenue entre las calles 116 y 118 Oeste en el vecindario Morningside Heights de Manhattan, Nueva York (Estados Unidos). Alberga la Academia Italiana de Estudios Avanzados en América de la universidad. Fue construido entre 1926 y 1927 y fue diseñado por William M. Kendall de McKim, Mead & White en estilo neorrenacentista, siguiendo el modelo de un palazzo romano del siglo XV. El edificio fue restaurado y la fachada este completada en 1996 por Buttrick White & Burtis con Italo Rota como arquitecto asociado.

## Historia
En la década de 1920, los clubes de estudiantes italianos il Circolo Italiano en Columbia y Barnard promovieron un proyecto de Casa Italiana. El presidente de Columbia, Nicholas Murray Butler, abrazó la idea. La campaña fue dirigida en Nueva York por los estudiantes y por el juez John J. Freschi (quien ayudó a recaudar dinero). Se comunicaron con los desarrolladores de Nueva York Joseph Paterno, Anthony Campagna y Michael Paterno, quienes erigieron el edificio y cubrieron los costos más allá de las contribuciones.
Algo de apoyo vino del extranjero: el líder fascista de Italia, Benito Mussolini, expresó entusiasmo. Según lo registros, solo se donaron algunos fondos de becas y hubo una promesa de muebles antiguos "que se obtendrán en Italia con la ayuda de Mussolini", pero esta nunca se materializó, y los muebles y las obras de arte provinieron de patrocinadores nacionales.
McKim, Mead & White, la firma responsable del diseño del campus de Columbia, creó un diseño neorrenacentista para la Casa Italiana con un revestimiento de piedra caliza por todas partes, que la distingue de todos los demás edificios del campus, excepto de la Biblioteca Low. Siguiendo el modelo de los palacios romanos del Renacimiento, el edificio se inauguró en 1927. Charles Paterno donó 20 000 libros encuadernados en cuero y fondos para la biblioteca original de la Casa.
En 1991, la República Italiana compró la propiedad por 17,5 millones de dólares y la arrendó a Columbia por 500 años. Se llevaron a cabo renovaciones, la colección restante de libros de Paterno se trasladó a la Biblioteca Butler (muchos libros habían ido a Butler durante décadas, ya que la colección superó la biblioteca de la Casa desde el principio), y el Departamento de Italiano se trasladó de la Casa Italiana a su hogar actual en Hamilton Hall, y el edificio de La Casa se convirtió en la sede de la Academia Italiana de Estudios Avanzados, un centro de investigación en humanidades y ciencias. En su Carta se proclamó una nueva misión: “ofrecer una visión privilegiada de Europa desde una perspectiva italiana”. La supervisión de la Academia Italiana es una junta de garantes, la mitad designada por la universidad y la otra mitad por el gobierno italiano.
En 2012, una demanda presentada por Italic Institute, un grupo de defensa, junto con la familia Paterno sobreviviente, afirmó que Columbia había incumplido sus responsabilidades con respecto al uso del edificio. Afirmó que la Universidad violó la intención de donación de 1927 al convertir el edificio de un centro cultural abierto a los estudiantes de Columbia y la sede del Departamento de Italiano en una instalación de investigación restringida. La Corte Suprema del Estado de Nueva York desestimó la demanda por “falta de legitimación” y no se pronunció sobre el fondo de la demanda.
Casa Italiana es uno de los tres edificios en el campus de Columbia designado por la Comisión de Preservación de Monumentos Históricos de la Ciudad de Nueva York, habiendo alcanzado ese estatus en 1978. También se agregó al Registro Nacional de Lugares Históricos en 1982.